# Mielniki (hromada Wyżwa Stara)
Mielniki (ukr. Ме́льники) – wieś na Ukrainie w rejonie kowelskim, obwodu wołyńskiego. Liczy 57 mieszkańców.
Do 2020 w rejonie starowyżewskim.